# Isocybus dulcinea
Isocybus dulcinea är en stekelart som beskrevs av Peter Neerup Buhl 2001. Isocybus dulcinea ingår i släktet Isocybus och familjen gallmyggesteklar. Inga underarter finns listade i Catalogue of Life.